# Avangarda literară în România
Potrivit Dicționarului estetico-literar, lingvistic, religios, de teoria comunicației..., de Ion Pachia Tatomirescu, «într-o cultură / literatură, prin avangardă se înțelege „detașamentul“ de oameni de știință, de artiști – poeți, prozatori, dramaturgi, sculptori, pictori, muzicieni ș. a. – ce acționează violent-novator pe un domeniu, explorând „terenuri“ necunoscute, turbionările / curentele stârnite numindu-se avangardism».   
Avangarda literară din România constituie, mai întâi, o reacție împotriva rafinamentelor parnasiene și simboliste din școlile „cele mai înalte“, de la Literatorul lui Macedonski și de la Viața Nouă („Vieața Nouă“) a lui Ovid Densușianu, o „negare“ a  tiparelor tradiționale, printr-o desolemnizare programată a lirismului în numele „libertății absolute a cuvântului“. Devine apoi, prin  „circuitul european de București – Zürich“, o «expresie a unui moment istoric de criză», arătând «disponibilitate pentru anarhia absolută» și pentru «acte de rebeliune spectaculos-excentrice» în majoritatea artelor.  
Avangarda europeană se naște în ajunul Primului Război Mondial (mai exact din 1912/1913 în București și din 1916 în Zürich, Elveția), și până după cel de-Al Doilea Război Mondial, având în sinonimie sintagma de modernism extrem și, în antonimie, pe cea de tradiționalism „recent“.
În cadrul literaturii universale și naționale din secolul al XX-lea, avangarda înseamnă manifestarea câtorva curente: dadaismul, futurismul, suprarealismul, expresionismul etc.  
Avangarda (literară) dă impresia că neagă centrul, în realitate rațiunea ei de a fi constă în expansiunea / extinderea (dilatarea) centrului / nucleului (unei literaturi); după „consumarea“ oricărei avangarde veritabile (creându-se „hiatusul“ pentru învolburarea altei avangarde), nucleul  unei literaturi se mărește, își schimbă coordonatele spațio-temporale.   
Dacă astfel se prezintă avangarda, nu tot așa stau lucrurile și cu spiritul avangardist (cu care deseori „se confundă“ avangarda), deoarece el caracterizează și avangarda propriu-zisă, sau modernismul extrem (arie în care are cea mai mare incandescență), și modernismul bine temperat, și tradiționalismul recent („activ“ / „fierbinte“) grație procesului de „clasicizare“ etc.  

## Membrii de seamă
„Primul detașament“ al avangardei românești, este alcătuit, în perimetrul poeziei și al „pictopoeziei“, din:
- Ion Vinea,
- Tristan Tzara,
- Marcel Iancu,
- B. Fundoianu,
- Ilarie Voronca,
- Stephan Roll,
- Sașa Pană,
- Constantin Nisipeanu

Avangarda românească ca „modernism bine temperat” este ilustrată îndeosebi prin reprezentanții cercului de la Sburătorul lui E. Lovinescu:
- Ion Barbu
- Camil Baltazar
- Ilarie Voronca
- George Călinescu
- Vladimir Streinu
- Pompiliu Constantinescu
- Camil Petrescu
- Hortensia Papadat-Bengescu

în direcția căruia se aflau, ori „se alătură“
- G. Bacovia
- Tudor Arghezi
- Lucian Blaga
- A. Maniu

## Revistele avangardei românești
Simbolul, 1912 (revistă de „recunoaștere“ / „tatonare“ avangardistă, redactată în București de Ion Vinea, Tristan Tzara și Marcel Iancu), 
Chemarea, 1915 (redactată în București de Ion Vinea și Tristan Tzara), 
Contimporanul, 1923 – 1930 (redactată în București de Ion Vinea, având colaboratori deja celebri: Tristan Tzara, Ilarie Voronca, B. Fundoianu, Urmuz, T. Arghezi, Ion Barbu, Al. Philippide, Camil Petrescu ș. a.), 
75 H. P., 1924 (redactată în București de V. Brauner, Marcel Iancu și M. H. Maxy, cu colaborarea lui Ion Vinea, Ilarie Voronca, Stephan Roll, F. Brunea), 
Punct, 1925 (redactată în București, de Stephan Roll și Scarlat Callimachi), 
Integral, 1925 – 1928 (redactată în București de F. Brunea, Ion Călugăru, M. H. Maxy, Ilarie Voronca, și în Paris, sub redacția lui B. Fundoianu / Fondane, M. Teutsch ș. a.), 
Urmuz, 1928 (redactată în Câmpina, sub direcția lui George Bogza), 
Unu, 1929 – 1932 / 1935 (redactată în Dorohoi, în 1928, și în București, din iulie 1929, de Sașa Pană, Stephan Roll și Ilarie Voronca),
Alge, 1930 – 1931 (redactată în București, sub direcția lui Aureliu Baranga, având între colaboratori pe Gherasim Luca, Paul Păun, Mattis Teutsch, Mihai Hubert ș. a.)

Criticul literar Emil Manu, abordând aspectele avangardei din literatura română și «poeții generației 1940» («Geo Dumitrescu, Ion Caraion și chiar Constant Tonegaru» – Poezia, I, Ed. Academiei, 1980, p. 199), remarcă „o scindare“, din vremea celui de-Al Doilea Război Mondial, a suprarealismului românesc.

E. Manu consideră că poeții generației ’40 «au temperat excesele suprarealiste (...) până la anulare» (ibid.); mai semnalează două „puseuri“ suprarealiste, unul în 1945 și celălalt, între 1960 – 1970, caracteristic, așadar, generației modernist-resurecționale, sau generației Labiș–Stănescu–Sorescu.

În 1945, avangardistul „grup“ suprarealist Gherasim Luca – D. Trost a lansat „manifestul“ Dialectique de la dialectique, «utilizând o terminologie freudistă» și declarând «că ne naștem fără să vrem, într-o familie pe care n-o cerem, și-ntr-o țară pe care n-o alegem, devenind în viață robii unor convenții», trăgând concluzia potrivit căreia «prin desființarea dragostei de mamă, de familie și de patrie devenim liberi în mod absolut» (ibid., 200); tot în 1945, grupul suprarealist Gellu Naum – Paul Păun – Virgil Teodorescu a lansat manifestul «Critica mizeriei», în care este abordată «eliberarea expresiei umane prin eliberarea totală a omului» (ibid.). 

## Avangarda româneasca după Al Doilea Război Mondial.
Direcția avangardist-suprarealistă de după Al Doilea Război Mondial continuă să fie reprezentată de: 
- Sașa Pană – poetul «șocurilor intelectuale», al «răsturnării raportului dintre concret și abstract», tratând sentimentele ca pe ființe și echivalând «obiectele cu stările de spirit»
- Ștefan Roll – autor de piruete urmuziene
- Virgil Gheorghiu – creator de „golfuri onirice“ pentru „îmblânzit voluptăți intelectuale“ (cf. Poezia, I, 1980, p. 206)
- Constantin Nisipeanu – „convertitorul“ avangardismului estetic în „avangardism social“, îndeosebi în «Cartea cu oglinzi» (1962)
- Geo Bogza – autor de «cântece de revoltă, de dragoste și moarte», „cântece“ constituindu-se, în 1978, la cinci decenii de la debut, într-o admirabilă constelație lirică, «Orion»
- Virgil Teodorescu – cel ce, în «Blănurile oceanelor și alte poeme» (1945 / 1969), „clasicizează“ / „tradiționalizează“ suprarealismul
- Gellu Naum – posesorul miraculosului alambic (athanor) al alchimiștilor, „evidențiat“ și de titlul volumului publicat în anul 1968, «Athanor», unde materia brută, unde cuvântul banal se metamorfozează în chintesență, angajând suprarealismul într-un «onirism paradoxal lucid» (ibid., 220)

Notabil este faptul că Emil Manu observă un „ultim puseu suprarealist“ la generația resurecției poetice dintre 1960 – 1965, dovadă a „asimilării“ avangardei de către această generație, „puseu“ avangardist-suprarealist care este de fapt un alt-modernism, modernismul resurecțional-paradoxist, întemeiat de generația Labiș-Stănescu-Sorescu: «Ca o compensare de ordin teoretic, ultimul „puseu“ suprarealist dintre 1960 – 1970, în experiența unor tineri ca Ion Gheorghe, în primul rând, e o reluare a unor idei mai generale ale avangardismului interbelic, adaptate sintetic la noua fază a poeziei românești» (ibid., 200).

Asimilarea avangardei, îndeosebi, a dadaismului, suprarealismului etc., de către generația Labiș-Stănescu-Sorescu, înlesnită și de prezența „ultimilor corifei“ suprarealiști: Virgil Teodorescu, Gellu Naum ș. a. (în viața scriitoricească și în librării, în revistele literare etc.), are loc între anii 1960 și 1964, într-o irepresibilă sete de modernitate și, în același timp, dintr-o arzătoare dorință de a riposta stihuitorilor proletcultiști, „ripostă“ cunoscută și prin sintagma „explozia lirică“ din 1964 – 1965, „explozie“ ce reușește să neliniștească / alarmeze chiar și unele spirite deschise receptării critice a valorilor modernismului: Eugeniu Speranția, Vladimir Streinu ș. a.: «Printr-un proces greu de analizat, poezia antirațională, fără a mai fi într-adevăr fructul unei similarități temperamentale, și-a câștigat în ultimul timp adeziunea unui mare număr de tineri autori, foarte fecunzi și cu o masivă prezență în cele mai multe periodice literare. 
Vorbind despre impresia pe care o dă acest lirism contemporan, unul dintre cei mai autorizați critici români de astăzi, Vladimir Streinu, iscălește, în revista „Contemporanul“ de la 16 decembrie 1966, un foarte judicios articol din care extragem rândurile de mai jos: „Această impresie vine de la cohorta de poeți care-și robesc lăudabila voință de noutate a tinereții unui ezoterism nivelant, acelei industrii comune de imagini abstruze, idee neajunsă la exprimare, vrăjitorie fără vrajă și incantație fără cântec. Paradoxul conformismului în inconformism le subminează fatal tinerețea și poezia. Și mirarea cea mai legitimă este că mai toate revistele de literatură, după ce au cultivat proza rimată, ritmată sau doar ușor metaforizată, cultivă de câțiva ani această poezie, în uniformă, de data asta europeană“. După câteva edificatoare exemple, autorul își încheie articolul cu un verdict ce merită să fie memorat: „Poesis nu este însă Pythia care deliră în fumigații toxice, după cum nu este nici clovnesă modernă, oricât de năstrușnică“.».